# Monumension
Monumension este cel de-al șaselea album de studio al formației Enslaved. Este ultimul album de studio cu Roy Kronheim și primul cântat în engleză.
În 2012 a fost relansat de casa de discuri Osmose Productions pe disc vinil negru și disc vinil albastru (limitat la 90 copii). Acest album este privit ca fiind unul experimental, cu influențele progressive metal predominante, dar încorporând și unele elemente psihedelice caracteristice anilor '70.

## Lista pieselor
1. "Convoys To Nothingness" - 07:57
2. "The Voices" - 06:07
3. "Vision: Sphere Of The Elements - A Monument Part II" - 04:58
4. "Hollow Inside" - 05:38
5. "The Cromlech Gate" - 06:55
6. "Enemy I" - 05:16
7. "Smirr" - 04:26
8. "The Sleep: Floating Diversity - A Monument Part III" - 08:12
9. "Outro: Self-Zero" - 03:08
10. "Sigmundskvadet"[6] - 06:57

## Personal
- Grutle Kjellson - vocal, chitară bas
- Ivar Bjørnson - chitară, sintetizator
- Roy Kronheim - chitară
- Dirge Rep - baterie